# Pedro Subido
Pedro Subido (Naguilian, 4 december 1930 – Anaheim, 4 december 2013) was een Filipijns atleet en bondscoach.

## Biografie
Pedro Subido werd geboren op 4 december 1930 in Naguilian in de Filipijnse provincie La Union. Hij vertegenwoordigde de Filipijnen op diverse Aziatische Spelen. Op de Aziatische Spelen 1954 won hij met de Filipijnse estafetteploeg een bronzen medaille op de 4 x 100 m estafette achter Japan en Pakistan.
Vier jaar later in Tokio veroverden de Filipijnen met Subido in de ploeg echter wel de gouden medaille, nadat slotloper Enrique Bautista op de finishlijn de Japanse slotloper wist te achterhalen. Later in zijn carrière was Subido bondscoach voor de Filipijnse atletiekbond.
Subido overleed op zijn 83e verjaardag in zijn woonplaats Anaheim aan de gevolgen van COPD en prostaatkanker.